# Bataille de La Prairie
Première Guerre intercoloniale
Batailles
Baie d'Hudson
- Baie d’Hudson (1686)
- Fort Albany (1688)
- Fort Albany (1693)
- York Factory (1694)
- Baie d'Hudson (1697)

Québec et New York
- Lachine
- Schenectady
- Québec
- La Prairie
- Vallée Mohawk

Nouvelle-Angleterre, Acadie et Terre-Neuve
- Dover
- Pemaquid (1er)
- Salmon Falls
- Port Royal
- Fort Loyal
- Chedabucto
- York
- Wells
- Oyster River
- Baie de Fundy
- Pemaquid (2e)
- Chignectou
- Fort Nashwaak
- Terre-Neuve
- Haverhill

La bataille de Laprairie est une bataille opposant les Français aux Britanniques et Hollandais à Laprairie le 11 août 1691 dans le cadre de la Première Guerre intercoloniale. L'attaque fut faite contre le village de Laprairie par des forces coloniales venant d'Albany (New York) comme but d'attaquer Montréal. La victoire fut celle des Français et leurs alliés autochtones.

## Historique
Durant l'été de 1691, une force coloniale anglaise, commandée par le major d'origine hollandaise Pieter Schuyler s'aventurait en Nouvelle-France, en longeant la rivière Richelieu au sud de Montréal. Composée d'Anglais, d'Hollandais, mais aussi d'autochtones (surtout des Mohawks), la troupe était une riposte à l'attaque française sur le village de Schenectady l'année précédente. Callières, le gouverneur de Montréal, répondit en envoyant une force de 700–800 soldats et d'alliés autochtones au Fort Laprairie, au sud du fleuve Saint-Laurent.

## L'enjeu
L'enjeu était immense. Les Français revendiquaient alors tous les territoires dont les eaux se déversaient dans les lacs du Nord et dans le fleuve Saint-Laurent, y compris le lac Champlain.
Les Anglais soutenaient plutôt que le pays leur appartenait jusqu'à la limite du Saint-Laurent en vertu d'un droit des Cinq-Nations.

## La bataille
Schuyler surprit une force française supérieure à la sienne dans une pluie avant le lever du soleil le 11 août, 1691. Il infligea des pertes considérables avant de se retirer vers le Richelieu. La force de Schuyler demeura intacte, mais fut interceptée par une force de 160 hommes commandée par Valrennes, qui avait été détaché pour bloquer la route vers Chambly. Les deux côtés se battirent dans un combat d'homme à homme qui dura une heure, avant que les colonistes de Schuyler brisent les rangs et s'enfuient.

## Conclusion
Les Français avaient plus de morts et de blessés durant la première attaque par Schuyler, mais ses hommes eurent plusieurs pertes après la contre-attaque de Valrennes, et ont subi une plus grande proportion de morts et de blessés. Schuyler fut donc forcé d'abandonner ses attaques et de se replier vers Albany.

## Commémoration
Le secteur de La Prairie où l'affrontement du 11 août 1691 a laissé ses traces dans la toponymie locale. Ainsi, il y a un "chemin de la bataille" ainsi qu'une "rue de la bataille", l'un croisant l'autre. Une croix et un monument commémoratif ont également été érigés non loin.

### Sources et bibliographie
- Gaétan Bourdages et al., 1691, la bataille de La Prairie, Montréal, Éditions Histoire Québec, 2009.
- (en) René Chartrand, Canadian Military Heritage, vol. 1 : « 1000-1754 », 1993, Art Global,  (ISBN 2-920718-49-5)
- (en) Arthur G. Adams, The Hudson Through the Years, Fordham University Press, 1996,  (ISBN 978-0823216772)